# サーニー家
サーニー家（آل ثاني Āl-Thānī）は、現在のカタールの首長の王族。マアーディード族（المعاضيد al-Ma'ādīd） (Al-Maadeed) に属する。
カタールは1766年にクウェートから移住してきたハリーファ家が支配し、さらにペルシャからバーレーン島を奪うとハリーファ家が支配するバーレーンの統治下にあった。サーニー家はカタール土着の豪族で、19世紀前半に度々反旗を翻すが1840年に1度鎮圧される。その後も抗争は続き、 19世紀中頃よりイギリスと提携し、イギリスの保護領の形でカタール支配を確立した。現在は独立国カタールをサーニー家の世襲による首長制（絶対君主制の一種）で治めている。
首長以外の一族の影響力も強く、2002年の内閣閣僚の6割はサーニー家が占めていた が、2013年6月にタミームが首長となり新たに任命した20人の閣僚の内、サーニー家は首相を含め3人であった。
また、サーニー家以外では、アティーヤ家（Attiyah）がカタールの有力家族であり、元外相ハーリド・ビン・ムハンマド・アル＝アティーヤや元国防大臣のハマド・ビン・アリー・アル＝アティーヤがいる。また、アブドゥッラー・ビン・ハマド・アル＝アティーヤ (Abdullah Bin Hamad Al-Attiyah) が国副首相兼エネルギー・工業大臣として2007年11月に来日している。

## 名前について
アール=サーニー家の一族の名前の始めには、よく「H.H.」（HH）が使われる。これは英語"His（Her） Highness"の略であり、王族に対する称号である。現在のカタールの場合は首長一家全員に与えられる（アラブ各国で事情が異なるので注意）。
「H.E.」は"His/Her Excellency"を意味し、現在のカタールでは政府機関の長などに与えられる称号である。ただし、H.H.の称号が許されている者はH.H.が優先される。
「Shaikh」（シャイフまたはシェイフ、男性）、「Shaikha」（シャイハまたはシェイハ、女性）は、現在のカタールでは首長一族全員に与えられる。
「bin」は「誰々の息子」を意味する接続詞で、「本人・ビン・父・ビン・祖父」のように使われる。「bint」は「誰々の娘」を意味する。
「Amir」は首長を意味する称号である。
サーニー家（アール=サーニー）の主な人物の一覧は、下記の通りである。本記事では男子に関しては、名前のうち本人の名と父の名（「本人・ビン・父」）のみを記す。

## 歴代首長
1. サーニー・ビン・ムハンマド（Sheikh Thani bin Muhammed）
アール=サーニー家の創始者。1825年から1850年までカタール初代ハーキム（Hakim）。
2. ムハンマド・ビン・サーニー（英語版）（Sheikh Muhammad bin Thani）
1850年から1878年までカタール2代目ハーキム。
3. ジャーシム・ビン・ムハンマド（英語版）（H.H.Sheikh Jassim bin Muhammed Al Thani）
1878年から1913年までカタール初代アミール。
4. ムハンマド・ビン・ジャーシム（英語版）（H.H.Sheikh Muhammed bin Jassim Al Thani） 
1913年から1914年までカタール2代目アミール。第一次世界大戦時、イギリスと提携した。
5. アブドゥッラー・ビン・ジャーシム（英語版）（H.H Sheikh Abdullah bin Jasssim Al Thani）（1880年 - 1957年）
1914年から1945年、1946年から1949年までカタール3代目アミール。
6. アリー・ビン・アブドゥッラー（英語版）（H.H.Sheikh Ali bin Abdullah Al Thani）（1895年 - 1974年）
1949年から1960年までカタール4代目アミール。
7. アフマド・ビン・アリー（英語版）（H.H.Sheikh Ahmad bin Ali Al Thani）（1917年 - 1977年）
1960年から1972年までカタール5代目アミール。イギリスから独立時の首長。
8. ハリーファ・ビン・ハマド（H.H.Sheikh Khalifa bin Hamad Al Thani）（1932年 - 2016年）
6代目アミール、在位1972年 - 1995年。アフマドの従兄弟、ハマドの父。5代目アミールのアリーの時に皇太子だったが、譲位はアリーの子アフマドになされ、ハリーファは首相となった[1]。1972年、無血クーデターに成功し、6代目アミールとなる。1995年、外遊中に息子ハマドに追放されるが、2004年10月に帰国[5]。
9. ハマド・ビン・ハリーファ（H.H.Shaikh Hamad bin Khalifa Āl-Thānī）（1952年 - ）
カタールの前首長（7代目アミール、在位1995年6月25日 - 2013年6月25日）。ハリーファの子。2006年時点で10人の息子がおり[6]、息子は順不同にTamim, Jassim, Joaan, Khalifa, Mohammed。娘は順不同にal-Mayassa, Hind[7]。
10. タミーム・ビン・ハマド（HH Sheikh Tamim Bin Hamad AL-THANI）（1980年6月3日 - ）
現在の首長（8代目アミール、在位2013年6月25日[8] - ）。ハマドの子、ジャーシムの弟、モーザ皇太后の第2子。2005年1月8日にSheikha Jawahar bint Hamad bin Sohaim ath-Thaniと結婚[7]。

## 現在の主要人物
- アブドッラー・ビン・ハリーファ （H.H. Sheikh Abdulla Bin Khalifa AL-THANI）（1958年 - ）

元首相（在職1996年10月29日 - 2007年4月3日）。前首長ハマドの異母弟。
- モーザ皇太后 (Sheikha Mozah Bint Nasser Al-Missned) （1959年 - ）

前首長ハマド・ビン・ハリーファの第2夫人。ハマドの母と同じミスナド家出身。現首長タミーム・ビン・ハマドの母。
- ハマド・ビン・アブドッラー（H.H Sheikh Hamad bin Abdulla bin Khalifa Al-THANI）

アブドッラー・ビン・ハリーファの長男で､QIPCOのCEO｡
- ハマド・ビン・ジャーシム（Hamad bin Jassim bin Jaber Al Thani）（1959年 - ）

元首相（在職2007年4月3日 - 2013年6月25日）。前首長ハマド・ビン・ハリーファの従兄弟。
- アブドッラー・ビン・ナーセル（Abdullah bin Nasser bin Khalifa Al Thani）（1965年 - ）

首相（在職2013年6月26日 - ）。
- ジャーシム・ビン・ハマド（Sheikh Jassim bin Hamad Al Thani）（1978年 - ）

前首長ハマドの三男。第2夫人モーザ皇太后の第1子。現首長タミームの同母兄。皇太子だったが2003年8月に廃され、代わって弟タミームが皇太子となった。廃太子の理由は公式には明らかではないが、重度の糖尿病のためとの噂がある。
- ジョーアーン・ビン・ハマド（英語版）（Sheikh Joaan Bin Hamad AL-THANI）（1985年 - ）

前首長ハマドの子。ジャーシム、タミームの同母弟。
- アブドッラー・ビン・ハマド・アール＝サーニー（1988年 -）

現副首長（2014年11月-）。前首長ハマドの子、タミームの異母弟。
- アブドッラー・ビン・ハーリド (Abdullah Bin Khalid Al-Thani)

元内務大臣。
- アブドッラー・ビン・ムハンマド (Sheikh Abdullah Bin Mohammed Al Thani)

シャールジャ国際空港の管理者。
- サウード・ビン・アブドゥッラフマーン（Sheikh Saud bin Abdulrahman AL-THANI）

カタールオリンピック委員会専務理事。